# Планетарій на Інзуланері
Планетарій на Інзуланері (нім. Planetarium am Insulaner) — один із планетаріїв Берліна, розташований біля підніжжя гори Інзуланер, на вершині якої у 100 м на схід знаходиться Обсерваторія Вільгельма Ферстера. Від літа 2023 року планетарій закритий через масштабні будівельні роботи.
У планетарії проходили повнокупольні презентації, живі астрономічні лекції, радіовистави, читання, музичні шоу та дитячі програми. Після перегляду шоу в планетарії, якщо небо було ясним, можна було спостерігати небесні об'єкти в сусідній Обсерваторії Вільгельма Ферстера. Обидва заклади підпорядковані Фонду берлінського планетарію, який також керує Обсерваторією Архенгольда та Цайссівським великим планетарієм.

## Історія

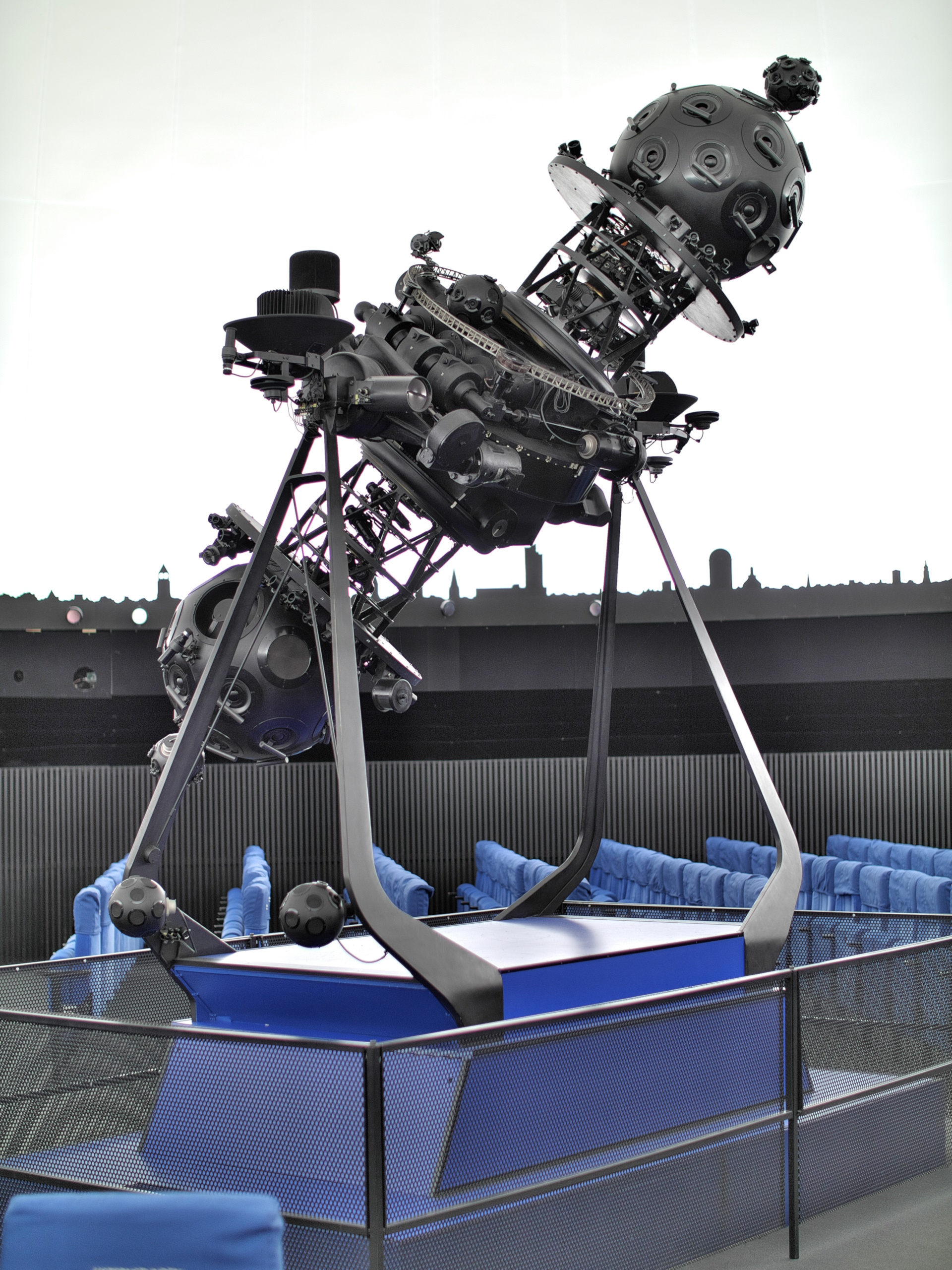
Планетарій Zeiss моделі Vb, побудований 1965 року, сфотографований у липні 2023 року

Планетарій відкрився 18 червня 1965 року. Купол має діаметр 20 м. Зоряний проєктор Zeiss Vb відображав зорі на стелю планетарію. Він замінив Планетарій у Бангофському зоопарку, зруйнований під час Другої світової війни. У той час в Берліні діяв лише невеликий планетарій в Обсерваторії Архенгольда. Новий планетарій побудували за підтримки округу Шенеберг і Департаменту освіти Сенату, а також з використанням фінансових ресурсів берлінської лотереї. Архітектор Карл Бассен, який також побудував обсерваторію на Інзуланері, створив проєкт планетарію й керував будівництвом. Завдяки наявності лекційного залу нова будівля спочатку називалася «планетарієм і навчальним корпусом» (нім. Planetarium und Lehrgebäude). Планетарій розмістили поруч з обсерваторією, щоб вони могли співпрацювати, дозволяючи відвідувачам в одному місці спостерігати і 360-градусну проєкцію неба, і справжнє зоряне небо.
У 1980 році розпочато будівництво адміністративної будівлі. З побудовою сонячного телескопа на даху планетарію в 1982 році стала можливою пряма передача зображення в планетарій. Погодні умови з часом настільки пошкодили сонячний телескоп, що його стало неможливо використовувати. У 1988 році зовнішня оболонка планетарію згоріла і її довелося ремонтувати. Обладнання зберіглось, але мідний дах і сидіння довелося замінити.
У 1989 році при планетарії створили астрономічну бібліотеку. З 1991 року і обсерваторія Вільгельма Ферстера, і планетарій на Інзуланері внесли до списку історичних пам'яток. У 2003 році внутрішній купол залу планетарію відремонтували, а в 2010 році вдосконалили проєкційне обладнання.
Від 1 липня 2016 року Планетарій на Інзуланері й Обсерваторія Вільгельма Ферстера увійшли до складу щойно створеного Фонду берлінського планетарію, який об'єднав під одним дахом усі астрономічні установи Берліна. До літа 2023 року планетарій прийняв майже 6 млн відвідувачів.
Від 9 липня 2023 року Планетарій на Інзуланері закрився на масштабну реконструкцію та модернізацію. Метою є будівництво астрономічного освітнього центру, оснащеного новітніми технологіями, включно зі встановленням нового зоряного проєктора. Ззовні будівлю буде відновлено до первісного вигляду відповідно до норм охорони пам'яток.

## Будівля

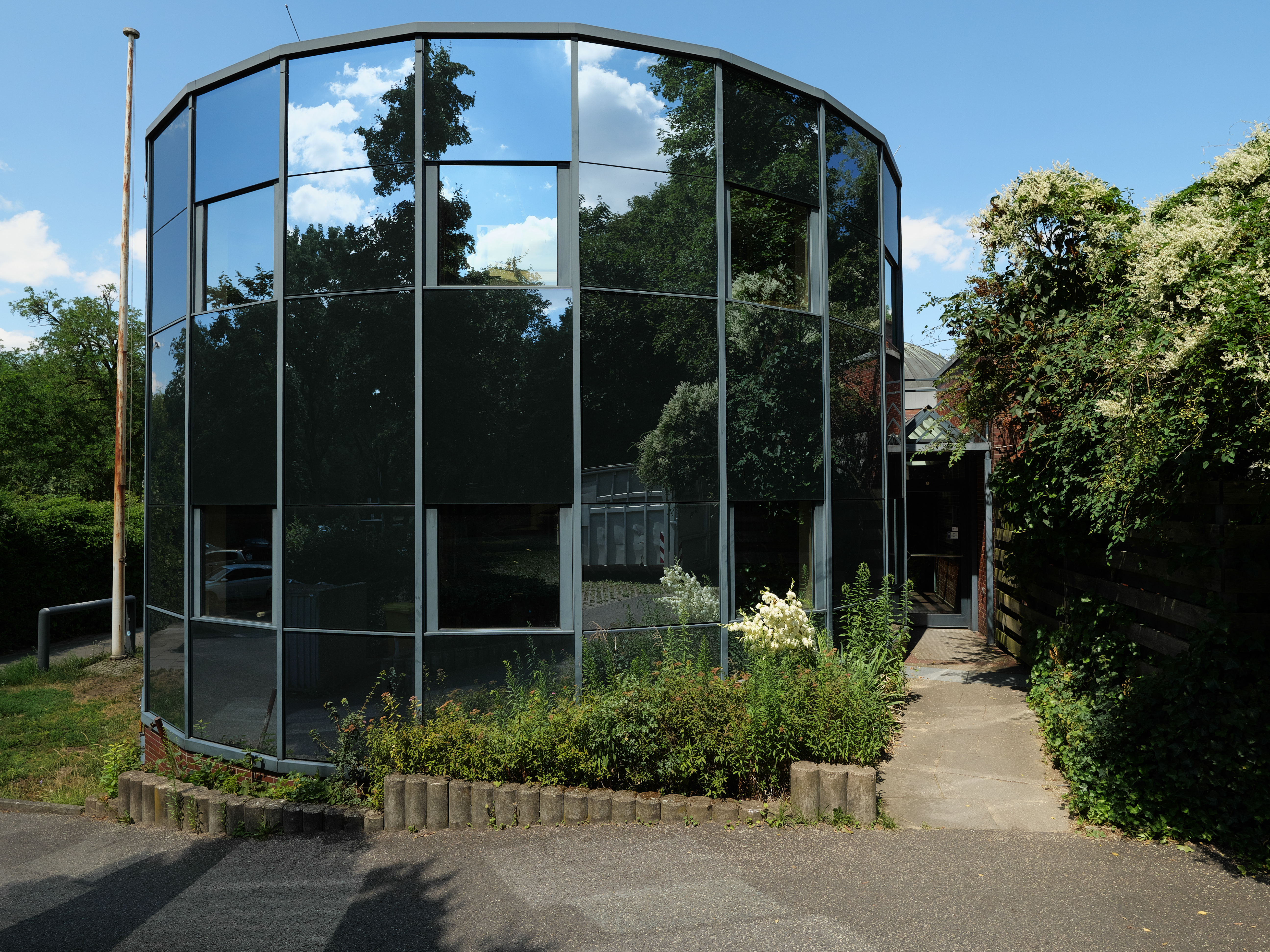
Засклена баштоподібна бібліотека в південному торці будівлі

Характерною особливістю планетарію є 20-метровий купол, який видно з Мюнстердамма. Під куполом на комфортабельних шезлонгах могли сидіти до 291 людини, відвідуючи повнокупольні зоряні шоу, астрономічні лекції, радіоспектаклі, читання, музичні та дитячі програми. Поруч була вхідна зона з фоє та різноманітними вітринами, а потім офісна будівля з кімнатою для семінарів, а також адміністративні та технічні приміщення. Далі розташовувалась бібліотека з астрономічною літературою та журналами. Бібліотека побудована у вигляді невеликої вежі, яка — як і весь колишній адміністративний будинок — вкрита склом.

## Технічне оснащення

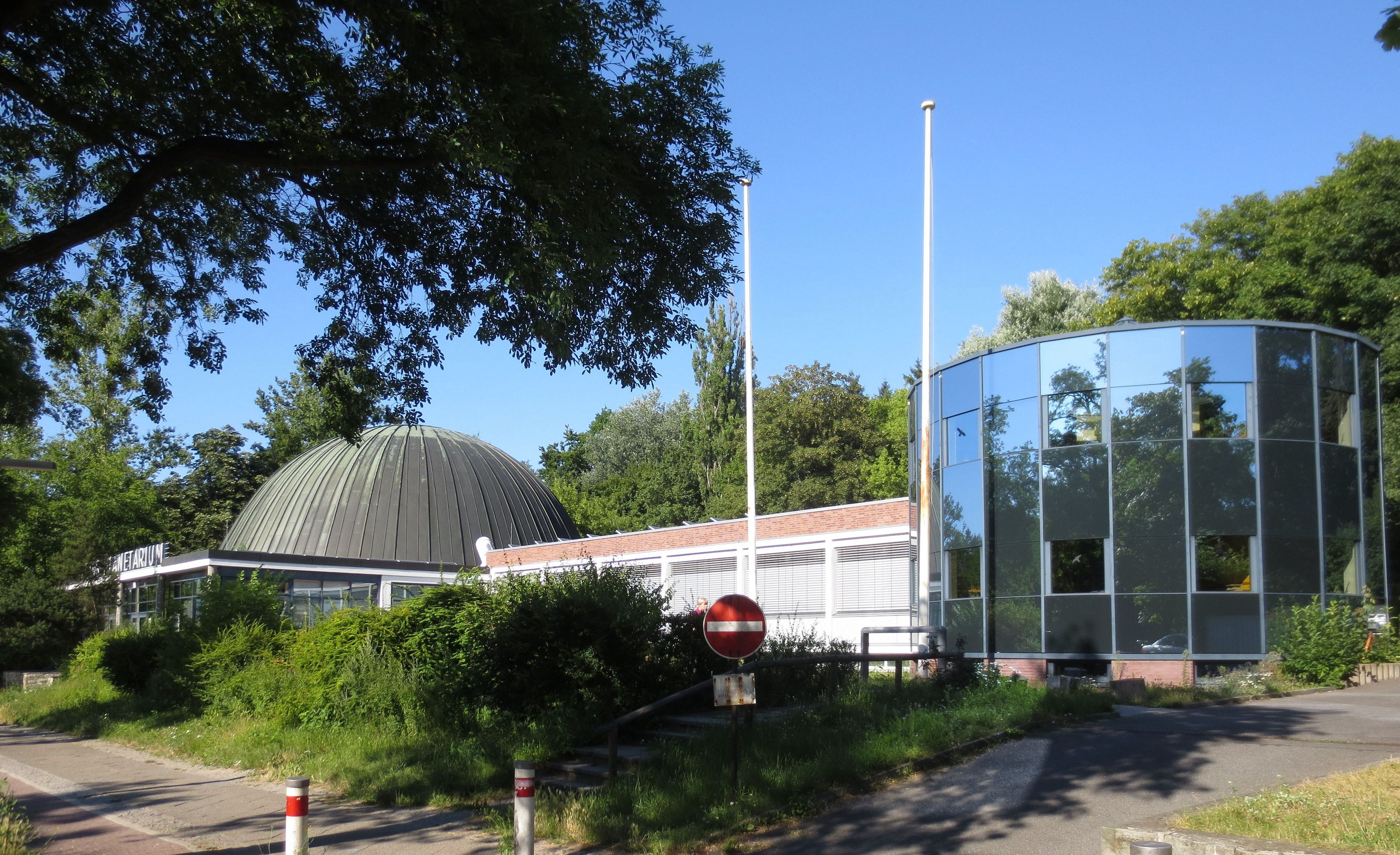
Планетарій на Інзуланері в 2013 році

Планетарій на Інзуланері працював із так званою гібридною системою, яка поєднувала зоряний проєктор і повнокупольну 360-градусну проєкцію, що робило можливими тривимірні візуалізації.
Щоб спроєктувати зоряне небо на 20-метровий купол, використовувався історичний планетарний проєктор Zeiss Vb 1965 року, який може проєктувати загалом понад 8900 зір, і який за потреби можна сховати в підлогу. Додаткові пристрої можуть також відображати комети, метеори, системи координат, місячні та сонячні затемнення. По колу, на горизонті, зображена панорама Берліна, видима з Інзуланера, виготовлена з чорного сталевого листа товщиною один міліметр, що створює у відвідувачів реалістичне враження зоряного неба.
З 2010 року для проєктування зображень і відео на купол планетарій використовував систему powerdome®VELVET від Zeiss. Система включала 8 відеопроєкторів ZEISS VELVET, які разом покривали своїми зображеннями весь купол.

## Діяльність

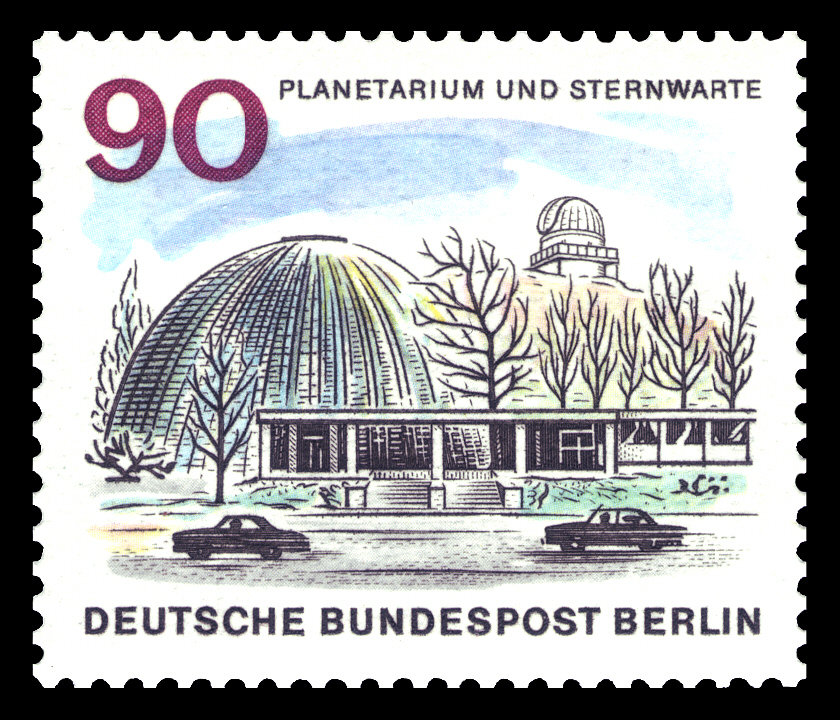
Планетарій на Інзуланері (на передньому плані) та Обсерваторія Вільгельма Ферстера (згори праворуч) на поштовій марці 1965 року

У планетарії відвідувачі могли побачити повнокупольні шоу, астрономічні лекції, радіоспектаклі, читання, музичні шоу та дитячі програми.
Протягом тижня багато дитячих і шкільних груп відвідували заходи, адаптовані до відповідних вікових груп, починаючи від 4 років. Програма включала повнокупольні шоу за творами дитячої літератури та програми, які знайомили дітей з основами астрономії. Більшість подій модерувалися або мали певний живий компонент.
Заходи на тему астрономії та суміжних наук відбувалися кілька разів на тиждень. Теми варіюються від чорних дір до полярного сяйва, формування Землі та прогулянки небом над Берліном. Щосереди на лекціях «Science Live» запрошені вчені робили доповіді на різні астрономічні теми. Після закриття планетарію в 2023 році цю серію лекцій перенесли в Шенеберзьку ратушу.
Також проводилось багато заходів, які використовували зоряне небо як фон, наприклад, літературні вистави чи музичні програми.
У співпраці з обсерваторією Вільгельма Ферстера в планетарії проводились зустрічі різних робочих груп, зокрема, для астрономів-аматорів.